# Allonemobius allardi
Allonemobius allardi är en insektsart som först beskrevs av Alexander, R.D. och E.S. Thomas 1959.  Allonemobius allardi ingår i släktet Allonemobius och familjen syrsor. Inga underarter finns listade i Catalogue of Life.